# Engelbert III. Goriški
Grof Engelbert III. Goriški (* okoli 1164 – 1172; † 5. september 1220) je bil grof iz rodbine  Majnhardincev.  Med leti 1189 in 1220 je vladal v  Goriški grofiji.

## Življenje
Engelbertova starša sta bila goriški grof Engelbert II. in Adelaida Dachauska, hči grofa Otona I. Dachauskega. Dachauski grofje so bili stranska veja grofov Scheyern-Wittelsbach. Engelbert III. Goriški in njegov brat Majnhard II. sta v zgodovinskih listinah prvič omenjena v donaciji za samostan Neustift (pri Briksnu) leta 1177 (pred majem) skupaj kot otroka brez imen. 5. septembra 1186 se prvič pojavi samostojno v dokumentu svojega očeta. Engelbert III. je bil poročen z Matildo Andeško, ki je bila 17. januarja vpisana v nekrologijo Andeškega  družinskega samostana v Dießenu kot Goriška grofica. Ta zakonska zveza je dokumentirana tudi v darilni listini iz 1239/1240 njenega polbrata škofa  Popa Bamberškega (grofa Andeškega), ki Engelbertovega sina Majnharda (III.) imenuje kot svojega nečaka. Matilda je bila hči Istrskega mejnega grofa Bertolda III. (grofa Andeškega).
Zakonca sta imela dva otroka, sina grofa Majnharda III. Goriškega in eno hčerko, ki je omenjena brez imena v donacijski listini škofa   Valterja Krškega iz leta 1206. Ni natančnih podatkov o letu smrti Matilde Andeške. Ni tudi jasno dokazljiva možna druga poroka Engelberta III. s hčerko grofa Majnharda Švarcenburškega (Istrskega) po imenu Matilda, kar je bila po zgodovinskih virih morebitna povezava za prenos odvetništva Švarcenburškega nad škofijo Poreč na Goriške grofe. Grof Engelbert III. je bil odvetnik Samostana v Millštatu in Ogleja. Z domnevnim podedovanjem advokatstva nad Poreško škofijo (od 1191/1194), od katere so na ta račun imeli v fevdu posest z upravnim sedežem na gradu Pazin je Goriško posest razširil na Istro.  Pogosto je bil v sporu z oglejskim patriarhom zaradi samovolje in prekoračitve svojih pristojnosti kot oglejskega odvetnika (»vogta«). Poslednjič je kot živ omenjen v kroniki iz avgusta 1220,  v drugem dokumentu iz mesta Treviso pa je navedeno, da je umrl julija 1221.

## Spletne povezave
- GenMa